# Gutty

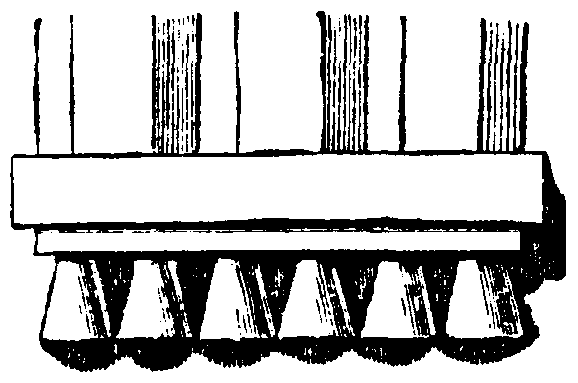

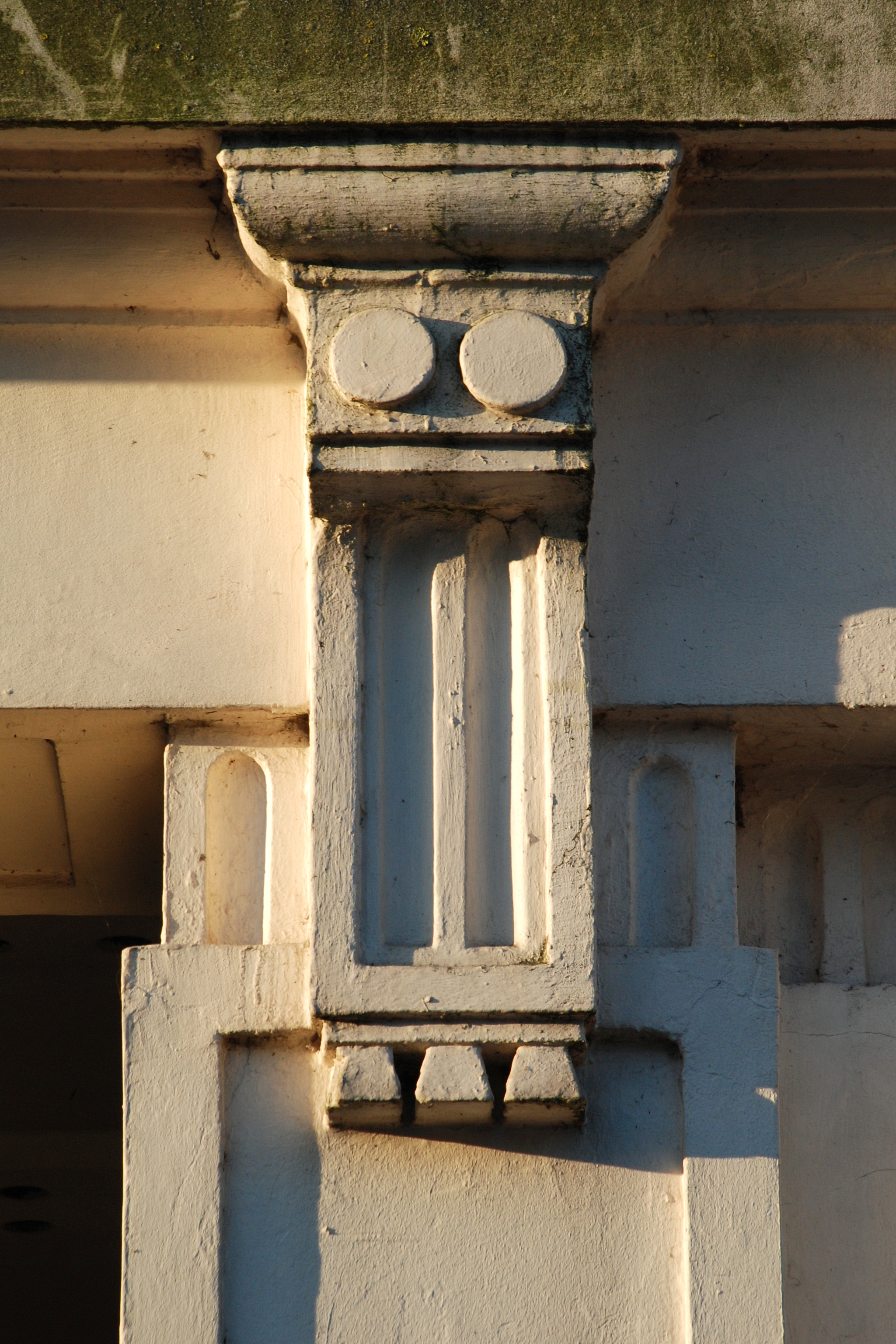
Gutty podwieszone pod tryglifem
Teatr Królewski w Parku, Bruksela

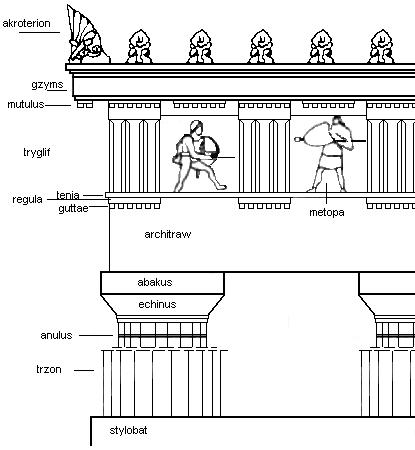
Porządek dorycki

Gutty, guttae (z łac. łezki, krople) – ozdoby w kształcie cylindrycznych lub stożkowych stylizowanych kropli, charakterystyczne dla porządku doryckiego, umieszczane pod regulą i mutulusem (w trzech rzędach po sześć lub czasem w trzech rzędach po trzy) na osi tryglifów i metop. 
Używane w stylach wzorujących się na sztuce antycznej. W okresie manieryzmu i baroku charakterystyczne dla twórczości artystów pochodzących z północnej Lombardii i przygranicznych kantonów szwajcarskich (m.in. Domenico Fontana). Stosowane również w dekoracji innych detali architektonicznych jak np. uszaki czy konsole.